# Авксо
Авксо (дав.-гр. Αὐξώ) — персонаж давньогрецької міфології, одна з Ор.
Вона була дочкою Зевса і Феміди, сестрою Евномії, Діке і Ейрена. Ор зображували молодими вродливими дівчинами, що слугують батькові Зевсу, відчиняли і зачиняли небесну браму. 
Але не у всіх джерелах вона відома, адже згідно з віруваннями греків ори уособлювали пори року, і спочатку греки ділили рік на три пори, тому у найдавніших міфах ор було лише троє, Евномія, Діке і Ейрена. Лише тоді, як почався поділ на 4 пори року до них згідно з цим додалась Авксо.
Згідно з деякими джерелами Авксо також називали одну з харит.  